# Dario Resta
Dario Resta (ur. 17 sierpnia 1882 roku w Livorno, zm. 3 września 1924 roku w Brooklands) – brytyjski kierowca wyścigowy włoskiego pochodzenia.

## Kariera
Resta rozpoczął karierę w wyścigach samochodowych w 1907 roku od startów w Montagu Cup, w którym stawał na trzecim stopniu podium edycji 1907-1908. W późniejszych latach Brytyjczyk startował głównie w Stanach Zjednoczonych w mistrzostwach AAA Championship Car oraz towarzyszącym mistrzostwom słynnym wyścigu Indianapolis 500, będącym w latach 1923-1930 jednym z wyścigów Grandes Épreuves. W pierwszym sezonie startów, w 1915 roku w wyścigu Indianapolis 500 uplasował się na drugiej pozycji. W mistrzostwach AAA sześciokrotnie stawał na podium, w tym pięciokrotnie na jego najwyższym stopniu. Z dorobkiem 3320 punktów został sklasyfikowany na drugiej pozycji w klasyfikacji generalnej. Rok później odniósł zwycięstwo Indy 500, startując z czwartej pozycji. Poza tym zwycięstwem odniósł cztery inne w AAA Championship Car. Uzbierane 4100 punktów pozwoliło mu na zdobycie tytułu mistrza serii. W sezonie 1918 sześciokrotnie stawał na podium. Został sklasyfikowany na siódmym miejscu w końcowej klasyfikacji kierowców.
Po trzyletniej przerwie, do wyścigów powrócił w 1923 roku nie tylko w Stanach Zjednoczonych, ale i w Europie. W Grand Prix Penya Rhin stanął na trzecim stopniu podium oraz wygrał Grand Prix Hiszpanii w klasie voiturette.

## Śmierć
2 września 1924 roku Resta podjął próbę pobicia rekordu prędkości na lądzie na torze Brooklands. Podczas czwartego okrążenia pękł pas bezpieczeństwa, powodując przebicie opony. Kierowca stracił kontrolę nad pojazdem, który uderzył w barierę i stanął w płomieniach. Resta wraz z pilotem z ciężkimi obrażeniami zostali przewiezieni do szpitala. Pilot przeżył, lecz kierowcy nie udało się uratować.